# شمشیر ارواح
شمشیر ارواح(به انگلیسی: The Sword of the Spirits) جلد سوم مجموعه شمشیر ارواح اثر جان کریستفر است .این مجموعه در ایران توسط انتشارات قدیانی به چاپ رسیده است.